# Yvonne Greitzke
Yvonne Greitzke (* 5. Oktober 1987 in Berlin) ist eine deutsche Synchronsprecherin, Schauspielerin, Hörbuchsprecherin, Sängerin sowie Hörspielsprecherin.

## Leben
Greitzke ist seit ihrem achten Lebensjahr in Kinofilmen, Fernsehserien, Hörspielen, Werbung und Computerspielen zu hören. Ihre Schauspielausbildung erhielt sie am Lee Strasberg Theatre and Film Institute in New York. Es folgte ein Studium im Bereich Musical/Show, welches sie an der Universität der Künste Berlin mit Auszeichnung abschloss. Ihre Stimme leiht sie unter anderem den Schauspielerinnen Hilary Duff, Alicia Vikander, Britt Robertson, Lily James und Taylor Swift sowie Prinzessin Anna im Disney-Film Die Eiskönigin – Völlig unverfroren. Seit Oktober 2021 spricht sie in der Hörspielserie Kira Kolumna ab Folge 1 die gleichnamige Titelrolle. Daneben ist Greitzke auch die Stimme von Irene Adler in der Maritim-Hörspielserie "Irene Adler - Sonderermittlerin der Krone". Diese Rolle spricht sie auch in den verwandten Serien des sogenannten "Maritim"-Kosmos.
Greitzke lebt in Berlin.

## Synchronarbeiten (Auswahl)
Alicia Vikander
- 2012: Die innere Schönheit des Universums als Katarina
- 2012: Die Königin und der Leibarzt als Caroline Mathilde
- 2012: Anna Karenina als Kitty
- 2013: Inside Wikileaks – Die fünfte Gewalt als Anke Domscheit-Berg
- 2014: Seventh Son als Alice
- 2014: Son of a Gun als Tasha
- 2014: Testament of Youth als Vera Brittain
- 2015: Ex Machina als Ava
- 2015: The Danish Girl als Gerda Wegener
- 2015: Im Rausch der Sterne als Anne Marie
- 2015: Codename U.N.C.L.E. als Gaby Teller
- 2016: Jason Bourne als Heather Lee
- 2016: The Light Between Oceans als Isabel Graysmark
- 2017: Tulpenfieber als Sophia Sandvoort
- 2017: Euphoria als Ines
- 2018: Tomb Raider als Lara Croft
- 2019: Wo die Erde bebt als Lucy Fly
- 2021: Beckett als April
- 2021: Blue Bayou als Kathy LeBlanc
- 2021: The Green Knight als Essel/ Lady

Hilary Duff
- 2001–2004: Lizzie McGuire (Fernsehserie) als Lizzie McGuire
- 2003: Popstar auf Umwegen als Lizzie McGuire/ Isabella Parichi
- 2003: Im Dutzend billiger als Lorraine Baker
- 2004: Cinderella Story als Sam Montgomery
- 2005: Die himmlische Joan als Dylan Samuels (Fernsehserie, Folge 2x14)
- 2005: Im Dutzend billiger 2 – Zwei Väter drehen durch als Lorraine Baker
- 2006: Material Girls als Tanzie Marchetta
- 2006: Where My Dogs At? als Hilary Duff
- 2009: Gossip Girl als Olivia Burke (Fernsehserie, 6 Folgen)
- 2009: Greta als Greta
- 2009: Law & Order: Special Victims Unit als Ashlee Walker (Fernsehserie, Folge 10x19)
- 2010: Bloodworth – Was ist Blut wert? als Raven Lee Halfacre
- 2012: She Wants Me als Kim Powers
- 2013: Two and a Half Men als Stacy (Fernsehserie, Folge 10x23)
- 2022–2023: How I Met Your Father (Fernsehserie) als Sophie Tompkins

Léa Seydoux
- 2015: James Bond 007: Spectre als Madeleine Swann
- 2018: Kursk als Tanya Averina
- 2019: Im Schatten von Roubaix als Claude
- 2021: The French Dispatch als Simone
- 2021: Die Geschichte meiner Frau als Lizzy
- 2021: James Bond 007: Keine Zeit zu sterben als Madeleine Swann
- 2022: An einem schönen Morgen als Sandra Kienzler
- 2022: Crimes of the Future als Caprice
- 2024: Dune: Part Two - als Lady Margot Fenring

Brie Larson
- 2017: Unicorn Store als Kit
- 2019: Zwischen zwei Farnen als Brie Larson
- 2019: Captain Marvel als Carol Danvers/ Captain Marvel
- 2019: Avengers: Endgame als Carol Danvers/ Captain Marvel
- 2021: Shang-Chi and the Legend of the Ten Rings als Carol Danvers/ Captain Marvel
- 2022: Ms. Marvel als Carol Danvers/ Captain Marvel (Fernsehserie, Folge 1x06)
- 2023: The Marvels als Carol Danvers/Captain Marvel

Britt Robertson
- 2008: From Within als Claire
- 2010–2011: Life Unexpected – Plötzlich Familie als Lux Cassidy (Fernsehserie, 26 Folgen)
- 2011–2012: The Secret Circle als Cassie Blake (Fernsehserie, 22 Folgen)
- 2012: The First Time – Dein erstes Mal vergisst du nie! als Aubrey Miller
- 2013: Der Lieferheld – Unverhofft kommt oft als Kristen
- 2015: A World Beyond als Casey Newton

Felicity Jones
- 2016: Sieben Minuten nach Mitternacht als Mutter
- 2016: Rogue One: A Star Wars Story als Jyn Erso
- 2017–2018: Star Wars: Die Mächte des Schicksals als Jyn Erso (Fernsehserie)
- 2018: Star Wars Rebels als Jyn Erso (Fernsehserie, Episode „13“ in Staffel 4)
- 2020: The Midnight Sky als Sully
- 2021: Eine handvoll Worte als Ellie Haworth

Lily James
- 2013–2015: Downton Abbey als Lady Rose MacClare (Fernsehserie)
- 2017: Die dunkelste Stunde als Elizabeth Layton
- 2018: Mamma Mia! Here We Go Again als junge Donna
- 2019: Yesterday als Ellie
- 2020: Rebecca als Mrs. de Winter
- 2020: Die Ausgrabung als Peggy Piggott

Mae Whitman
- 1996: Tage wie dieser … als Maggie
- 1998: Eine zweite Chance als Bernice Pruitt
- 1999: Wenn nicht ein Wunder geschieht als Alanna Thompson
- 2007: Ghost Whisperer – Stimmen aus dem Jenseits als Rachel Fordham (Fernsehserie, Folge 3x02)
- 2009: Criminal Minds als Julie (Fernsehserie, Folge 5x05)

Hayley Kiyoko
- 2009: Scooby–Doo! Das Abenteuer beginnt als Velma
- 2010: Scooby-Doo! 4 – Der Fluch Des Seemonsters als Velma
- 2012: Blue Lagoon: Rettungslos verliebt als Helen
- 2015–2016: CSI: Cyber (Fernsehserie) als Raven Ramirez
- 2016: XOXO als Shannie

Kristen Bell
- 2013: Die Eiskönigin – Völlig unverfroren als Anna (Sprache)
- 2015: Die Eiskönigin – Party-Fieber als Anna (Sprache)
- 2017: Die Eiskönigin – Olaf taut auf als Anna (Sprache)
- 2019: Chaos im Netz als Anna (Sprache)
- 2019: Die Eiskönigin II als Anna (Sprache)

Evan Rachel Wood
- 1998: Zauberhafte Schwestern als Kylie Owens
- 2002: S1m0ne als Lainey Chritian Taransky
- 2005: High School Confidential als Kimberly Joyce
- 2005: An deiner Schulter als Popeye Wolfmeyer

Alison Pill
- 2010: Scott Pilgrim gegen den Rest der Welt als Kim Pine
- 2013: Snowpiercer als Lehrerin
- 2016: Hail, Caesar! als Mrs. Mannix

Taylor Swift
- 2010: Valentinstag als Felicia
- 2012: Der Lorax als Audrey
- 2022: Amsterdam als Liz Meekins

Hayden Panettiere
- 2001: Joe Jedermann als Natalie Scheffer
- 2002: Ally McBeal als Maddie Harrington (Fernsehserie, 12 Folgen)

Tammin Sursok
- 2009: Spectacular! als Courtney
- 2010: Flicka 2 – Freunde fürs Leben als Carrie McLaughlin

Candice King
- 2009–2017: Vampire Diaries als Caroline Forbes (Fernsehserie)
- 2020: After Truth als Kimberly

Riley Keough
- 2015: Mad Max: Fury Road als Capable
- 2017: The Discovery als Lacey

Vanessa Kirby
- 2015: Everest als Sandy Hill Pittman
- 2020: Pieces of a Woman als Martha

Allison Williams
- 2012–2017: Girls als Marnie Michaels (Fernsehserie)
- 2017: Get Out als Rose Armitage

Lucy Boynton
- 2018: Bohemian Rhapsody als Mary Austin
- 2022: Der denkwürdige Fall des Mr Poe als Lea Marquis

Maisie Richardson-Sellers
- 2020: The Kissing Booth 2 als Chloe
- 2021: The Kissing Booth 3 als Chloe

### Filme
- 1995: Balto – Ein Hund mit dem Herzen eines Helden – Juliette Brewer als junge Rosy
- 1996: Jerry Maguire – Spiel des Lebens – Jonathan Lipnicki als Ray Boyd
- 1997: Beaver ist los! – Cameron Finley als Beaver Cleaver
- 1998: Das magische Schwert – Die Legende von Camelot – Sarah Freeman als Kayley (als Kind)
- 2005: Kaltes Land – Amber Heard als Josey (jung)
- 2005: Mord im Pfarrhaus – Tamsin Egerton als Holly Goodfellow
- 2006: The Call 3 – Final – Erika Asakura als Minori Yazawa
- 2007: Into the Wild – Kristen Stewart als Tracy Tatro
- 2007: An American Crime – Elliot Page (als Ellen Page) als Sylvia Likens
- 2009: Ruf der Wildnis – Aimee Teegarden als Tracy
- 2009: Santa Baby 2 – Jessica Parker Kennedy als Lucy, die Elfin
- 2010: Ice Twister 2 – Arctic Blast – Indiana Evans als Naomi Tate
- 2010: Piranha 3D – Jessica Szohr als Kelly
- 2010: Alice im Wunderland – Eleanor Gecks als Faith Chattaway
- 2011: Honey 2 – Lass keinen Move aus – Melissa Molinaro als Carla
- 2011: Starbuck – Sarah-Jeanne Labrosse als Julie
- 2012: Lake Placid 4 – Poppy Lee Friar als Chloe Giove
- 2014: Into the Woods – MacKenzie Mauzy als Rapunzel
- 2015: Jem and the Holograms – Eiza González als Jetta
- 2016: Tini: Violettas Zukunft – Sofia Carson als Melanie Sánchez
- 2016: Das Wiegenlied vom Tod – Jaz Sinclair als Anna Walsh
- 2017: Trolls – Feiern mit den Trolls – Anna Kendrick als Poppy
- 2019: The Room – Olga Kurylenko als Kate
- 2019: Motherless Brooklyn – Gugu Mbatha-Raw als Laura Rose
- 2020: Clouds – Sabrina Carpenter als Sammy Brown
- 2020: The Doorman – Tödlicher Empfang – Ruby Rose als Ali
- 2021: Encanto – Diane Guerrero als Isabella Madrigal
- 2024: Mufasa: Der König der Löwen -- Tiffany Boone als "Sarabi"
- 2024: Bad Boys: Ride or Die - Melanie Liburd als Christine Lowrey

### Serien
- 2001–2003: Mika Boorem in Dawson’s Creek als Harley Hetson (6 Folgen)
- 2003–2007: Jennifer Freeman in What’s Up, Dad? als Claire Kyle (109 Folgen)
- 2003–2005: Mageina Tovah in Die himmlische Joan als Glynis Figliola (23 Folgen)
- 2005: Melissa Fahn in Invader Zim als Gaz
- 2005–2006: Caitlin Wachs in Welcome, Mrs. President als Rebecca Calloway (19 Folgen)
- 2006: Tessa Thompson in Grey’s Anatomy als Camille Travis (Folgen 2x26–27)
- 2006: Jenny Mollen in Medium – Nichts bleibt verborgen als Lydia Kyne (Folge 2x11)
- 2006: Miho Yamada in Ouran High School Host Club als Chizuru Maihara (Folge 1x09)
- 2007: Alexandra Krosney in Numbers – Die Logik des Verbrechens als Josephine Kirtland (Folge 3x12)
- 2007–2008: Grey DeLisle in Avatar – Der Herr der Elemente als Prinzessin Azula
- 2008–2011: Eileen April Boylan in Greek als Betsy (26 Folgen)
- 2008: Nina Dobrev in The Border als Maia
- 2009: Jamie Chung in Castle als Romy Lee (Folge 1x03)
- 2009: Analeigh Tipton in The Big Bang Theory als Analeigh (Folge 2x07)
- 2010: Alexis Dziena in Entourage als Ashley (8 Folgen)
- 2010: Alexa Nikolas in Supernatural als Kate Carter (Folge 4x11)
- 2010: Laura Ramsey in Mad Men als Joy (Folge 2x11)
- 2011: Charice in Glee als Sunshine Corazon (3 Folgen)
- 2011–2015: McKaley Miller in Hart of Dixie als Rose Hattenbarger (21 Folgen)
- 2011: Valerie Rose Curiel in Navy CIS: L.A. als Rosa Munoz (Folge 2x19)
- 2011: Paula Garcés in Good Wife als Aida Rios (Folge 2x20)
- 2012–2016: Nicole Anderson in Beauty and the Beast als Heather Chandler (25 Folgen)
- 2012: Brea Grant in Dexter als Ryan Chambers (4 Folgen)
- 2012–2018: Katlin Mastandrea in The Middle als Ashley
- 2013: Amelia Rose Blaire in Grimm als Sarah Jessup (Folge 1x05)
- 2014–2015: Sai Bennett in Mr. Selfridge als Jessie (19 Folgen)
- 2014: Brianna Brown in Graceland als Kelly Badillo (4 Folgen)
- 2014: Alexandra Chando in The Lying Game als Emma Becker/ Sutton Mercer (30 Folgen)
- 2014: Courtney Ford in Parenthood als Lily (6 Folgen)
- 2014–2017: Tamzin Merchant in Salem als Anne Hale
- 2014: Melanie Papalia in Suits als Amy (6 Folgen)
- 2014–2023: Candice Patton in The Flash als Iris West
- 2014–2021: Shanley Caswell in Navy CIS: New Orleans als Laurel Pride
- 2014: Marla Sokoloff in The Fosters als Danielle Kirkland (11 Folgen)
- 2015: Elizabeth Lail in Once Upon a Time als Anna (10 Folgen)
- 2015–2017: Nikki Reed in Sleepy Hollow als Betsy Ross
- 2015–2017: Chloë Sevigny in Bloodline als Chelsea O’Bannon
- 2016–2016: Sibylla Deen in Tyrant als Nusrat Al-Fayeed
- 2016: Georgina Haig in Limitless als Piper Baird (4 Folgen)
- 2017–2021: Misako Tomioka in Black Clover als Dominante Code
- seit 2017: Nikiva Dionne in S.W.A.T. als Nia Wells (9 Folgen)
- seit 2018: Amanda Leighton in Trolls – Die Party geht weiter! als Poppy
- seit 2018: Alyssa Diaz in The Rookie als Training Officer Angela Lopez
- 2019: Reina Kondou in Vinland Saga als Hordaland (8 Episoden, Netflix)
- 2021–2023: Erinn Westbrook in Riverdale als Tabitha Tate
- 2021: Alexandra Daniels in What If…? als Carol Danvers/Captain Marvel
- 2021: Nina Zanjani in Hamilton – Undercover in Stockholm als Kristin Ek (9 Folgen)
- 2021: Eugénie Derouand in Paris Police 1900 als Jeanne Chauvin
- 2022: Amber Anderson in Peaky Blinders – Gangs of Birmingham als Lady Diana Mitford
- 2024: Elizabeth Yu in Avatar – Der Herr der Elemente als Prinzessin Azula

## Hörspiele (Auswahl)
- 2015: Ivar Leon Menger, Anette Strohmeyer, Raimon Weber: Monster 1983: Die komplette 1. Staffel (Lübbe Audio & Audible-Hörspielserie) als Susan
- 2018: Rogue One: A Star Wars Story (Filmhörspiel), Walt Disney Records (Universal Music)
- 2019: Ghostbox, Staffel 1 – Psychothriller GmbH 2018, Audible 2019 von Ivar Leon Menger
- 2020: Ghostbox, Staffel 2 – Psychothriller GmbH 2019, Audible 2020 von Ivar Leon Menger
- 2021: Folge 139 Bibi Blocksberg Chaos am Flughafen (als Kira Kolumna)
- 2021: ab Folge 1 Kira Kolumna (als Kira Kolumna)
- seit 2021: Mord ist ihr Leben (als Sophia Grant)

## Hörbücher (Auswahl)
- 2015: Emely – total vernetzt!, Silberfisch, Hörbuch Hamburg, ISBN 978-3-86742-274-1
- 2016: Die Eiskönigin – Völlig unverfroren, Romanadaption, der Hörverlag, ISBN 978-3-8445-2378-2
- 2017: Holly Hexenbesen kann das Zaubern nicht lassen, Audio Media Verlag, ISBN 978-3-95639-231-3
- 2018: Believe Me – Spiel Dein Spiel. Ich spiel es besser, der Hörverlag, ISBN 978-3-8445-3038-4
- 2019: Die Eiskönigin – 24 Geschichten zum Advent, der Hörverlag, ISBN 978-3-8445-3730-7
- 2019: Die Eiskönigin 2 (Romanadaption), der Hörverlag, ISBN 978-3-8445-3444-3
- 2020: Die Macht der Kristalle, Der Audio Verlag, ISBN 978-3-7424-1592-9
- 2021: Kate Egan: Die Eiskönigin – Wie alles begann, der Hörverlag, ISBN 978-3-8445-4161-8
- 2021: Encanto, (Romanadaption), der Hörverlag, ISBN 978-3-8445-4397-1 (Encanto)
- 2022: MARVEL 5-Minuten-Geschichten 2, der Hörverlag, ISBN 978-3-8445-4580-7
- 2023: Aniela Ley: Die verzauberte Mitternacht, Der Audio Verlag, ISBN 978-3-7424-2443-3 (Lia Sturmgold 4)
- 2024: Lena Kiefer: Coldhart – Strong & Weak, Lübbe Audio, ISBN 978-3-96635-392-2 (Coldhart 1, mit Tim Schwarzmaier & Jonas Frenz)
- 2025: Lena Kiefer: Right & Wrong, Lübbe Audio & BookBeat, ISBN 978-3-96635-408-0 (Hörbuch-Download, Coldhart 3, gemeinsam mit Tim Schwarzmaier & Jonas Frenz)

## Auszeichnungen & Nominierungen
- 2025: Nominierung Deutscher Schauspielpreis für den Synchronpreis Die Stimme[2]